# Pale Cream

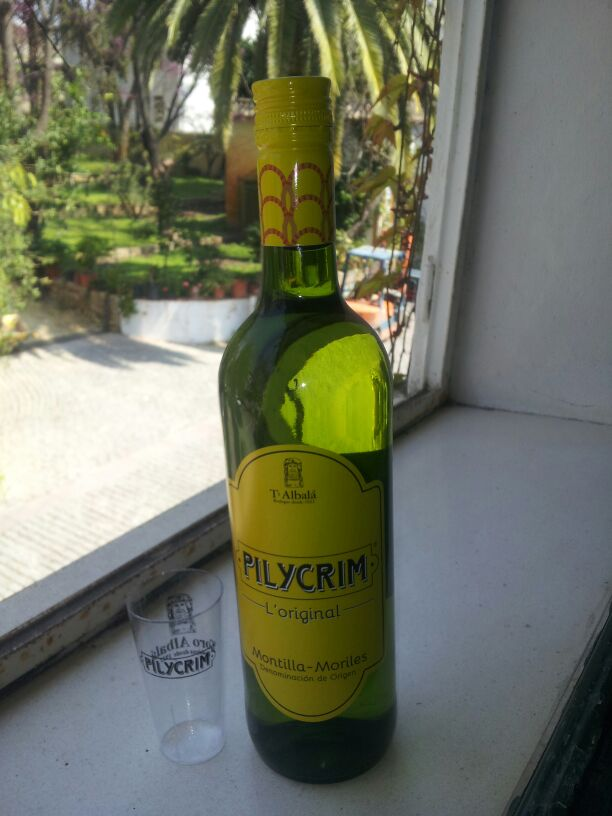
PILYCRIM L´ORIGINAL & NAVARRO

El Pale Cream es un vino generoso de licor propio de las regiones vinícolas andaluzas del Marco de Jerez, Montilla-Moriles, Málaga, y el Condado de Huelva, obtenido a partir de una mezcla de vino seco y vino dulce. Su graduación alcohólica es de entre 15 y 22º. Su color habitual es oro pálido.
La variedad de uva más utilizada para su elaboración es la Pedro Ximénez. Tiene la frescura característica de un Fino pero con la dulzura de un Cream. 
Se trata de un vino especialmente indicado para el aperitivo, y se suele beber normalmente en las ferias, acompañando las tradicionales tapas. La temperatura de servicio es entre 12 y 16º.
Entre los más destacados se encuentran:
- Pilycrim (Bodegas Navarro, S.A.). Se consume sobre todo en Córdoba, Jaén, Granada y Almería.
- Cartojal (Bodegas Málaga Virgen). Su mayor consumo es en Málaga.